# Hans Bertram (Musikproduzent)
Hans Bertram, Pseudonym Axel Weingarten (* 3. April 1915 in Köln; † 27. Januar 1991 ebenda) war ein deutscher Musiker, Musikproduzent und Schlagerkomponist. Er war einer der erfolgreichsten deutschen Schallplattenproduzenten der Nachkriegszeit und hat maßgeblich zu den Karrieren von Roy Black, Chris Roberts und Bernd Spier beigetragen. Darüber hinaus war er für viele Tophits und Millionenseller mitverantwortlich.

## Werdegang
Hans Bertram war überwiegend als Produzent für die deutschen Schallplattenlabels Polydor und Electrola tätig. Bei einigen wenigen Eigenkompositionen verbarg er sich gern hinter dem Pseudonym Axel Weingarten. Zusammen mit seiner späteren Ehefrau Elisabeth („Lilibert“) und dem Komponisten Werner Twardy bildete er ein Trio, das erfolgreich im Hintergrund von Schlagern für deren Entstehung und Produktion tätig war.

### 1950er Jahre

Label der Single Der lachende Vagabund von Fred Bertelmann, 1957

Seine ersten Produktionen lassen sich bis auf das Jahr 1955 zurückverfolgen. Beim bundesweiten Gesangswettbewerb Die große Chance des Schallplattenlabels Electrola gewann neben Ralf Bendix auch Sybille Pagel (Danny Mann), die ebenfalls einen Plattenvertrag erhielt. Pagel konnte mit ihrer ersten von Hans Bertram produzierten und von Paul Kuhn arrangierten Single Tingel-Tangel-Tingel-Tambourin / Es war einmal ein Lama (EG #8539) keinen Erfolg landen. Erfolgreicher war jedoch bereits die am 30. September 1955 für Fred Bertelmann produzierte erste Single Arrivederci Roma und dem Orchester Adalbert Luczkowski (EG #8527). Produzentenkollege Nils Nobach, der Bertelmann noch als Sänger gegen das Votum Bertrams abgelehnt hatte, konnte dann am 3. November 1955 mit Tina Marie den ersten Hitparadenerfolg erzielen. Am 20. Oktober 1956 entsteht Marie mit dem frechen Blick (EG #8641), das mit Rang 15 der deutschen Hitparade Bertrams erste Hitparadennotiz darstellt. Der große Erfolg stellt sich dann mit dem Aufnahmetermin 19. Juli 1957 ein, als Der lachende Vagabund / Cantabamberra (letztere aufgenommen am 9. Juli 1957) eingepegelt und als EG #8732 veröffentlicht werden. Der Titel erreicht am 25. Januar 1958 den ersten Rang der deutschen Hitparade, wo er für elf Wochen verharrt, und wird insgesamt 3,5 Millionen Mal verkauft, davon alleine 300.000 Stück in den USA. Auch Ich bin ja nur ein Troubadour, aufgenommen am 26. Januar 1958 (EG #8785) platzierte sich mit einem sechsten Rang noch gut. Im Mai 1958 produzierte Bertram für den gerade mit einem Plattenvertrag ausgestatteten Chris Howland die Single Fräulein / Mama, die bis Rang drei vordringen konnte. Das schaffte auch im Mai 1959 Das hab‘ ich in Paris gelernt, die den humorigen Howland mit seinem deutlichen britischen Akzent präsentieren. In jenem Jahr war Bertram ausschließlich für Howland tätig, für den er noch 5 weitere Titel produzierte.

### 1960er Jahre

Single Babysitter-Boogie von Ralf Bendix, 1961

Im Jahre 1959 heiratete Hans Bertram die Radiomoderatorin Elisabeth Merkels, die seit 28. Juli 1958 in der deutschsprachigen Abteilung von Radio Luxemburg Sprecherin war („Die Stunde mit Elisabeth“) und das deutsche Programm des Senders mit aufgebaut hatte. Als Tochter Elisabeth geboren wurde, verließ Frau Bertram im April 1960 den Sender, zu dem sie weiterhin in Kontakt blieb. Baby Elisabeth spielte bei Vaters Produktion des Babysitter-Boogie für Ralf Bendix am 28. März 1961 eine entscheidende Rolle: Bendix sang die deutsche Textversion des amerikanischen Originals und ließ dann „klein Elisabeth“ mehrfach Freiraum zum Babylachen und Brabbeln. Die Platte verkaufte sich alleine in Europa über eine Million Mal und sollte der einzige Tophit von Bendix bleiben, ausgezeichnet mit der Goldenen Schallplatte am 17. Februar 1962. Im Kölner Messe-Studio entstanden am 17. September 1961 unter Produktionsregie von Hans Bertram für Will Brandes & Margot Eskens die Titel Musikanten der Liebe / Ich möcht´ mit dir verheiratet sein (Polydor #24647). Margot Eskens hatte unter der Polydor-Produzentin Sigrid Volkmann in den fünfziger Jahren große Erfolge erzielen können. An die ganz großen Hits konnte das neue Produzenten-Team unter Hans Bertram zunächst jedoch nicht anknüpfen, sodass erst im März 1962 mit dem Titel Ein Herz, das kann man nicht kaufen wieder ein kleinerer Erfolg zu verbuchen war (Rang 19 der Charts).

Label der Single Das kannst Du mir nicht verbieten von Bernd Spier, 1963

Bernd Spier dagegen begann seine Plattenkarriere nach einer ersten Single bei CBS gleich mit dem Millionenseller Das kannst Du mir nicht verbieten und einem ersten Rang in der Hitparade. Produziert von Bertram, gelangte der im Dezember 1963 veröffentlichte Titel am 25. Januar 1964 auf den ersten Rang, den er für acht Wochen belegte und der insgesamt 1,4 Millionen Mal umgesetzt wurde. Wie so oft, handelte es sich um die deutsche Fassung eines amerikanischen Originals, diesmal des Johnny-Tillotson-Hits You Can Never Stop Me Loving You. Auch Spiers Memphis, Tennessee vom September 1964 ist eine Coverversion, und zwar von Chuck Berrys gleichnamigem Titel.

Label der Single Ganz in Weiß von Roy Black, 1965

Als Gerhard Höllerich am 20. August 1964 in einem Solokonzert mit seiner Beatband Canons in der Heimatstadt Augsburg auftrat, war auch der Polydor-Produzent Hans Bertram im Publikum. Er lud die Band zu Probeaufnahmen in die Kölner Studios ein, aber nur Höllerich erhielt am 1. September 1964 einen Plattenvertrag unter seinem Künstlernamen Roy Black. Im Oktober 1964 erschien die erste Single Sweet Baby mein / My little Girl (Polydor #52400), von der lediglich 1200 Exemplare verkauft wurden. Die deutsche Hitparade nahm hiervon keine Notiz. Aber 800.000 Stück, die von der dritten Single Du bist nicht allein / Glaube an mich (#52475) verkauft wurden, brachten ihr nach Veröffentlichung im Juli 1965 einen vierten Rang ein. Die enge Melodieführung im Tonumfang von nur einer Terz erleichterte das Mitsingen durch breite Bevölkerungsschichten. Ende 1965 riet Hans Bertram zur Umstellung von Beat auf Schlager. Dann erhielt Bertram ein Demoband vom Titel Ganz in Weiß / Ich suche Dich, dessen A-Seite von einer geträumten Romantik-Hochzeit in weißer Kleidung handelt. Der Text von dem routinierten Schlagerkomponisten Kurt Hertha und die Musik von Rolf Arland (richtiger Name: Hans Heinz Mühlbauer; schrieb für Black insgesamt 39 Titel) wurde von dessen Sohn Henry Arland zu einer geigenbetonten Melodie zusammengeführt. Die Single wurde über 2,5 Millionen Mal verkauft, Goldene hierfür am 25. Januar 1968.
Im Jahre 1966 erhielt Bertram ein Demoband des Münchner Sängers Christian Klusacek, der daraufhin in die Polydor-Studios Köln (Olpener Straße) eingeladen wurde. Baby’s Gone / Anytime waren die Titel, die nach Veröffentlichung im November 1966 knapp 4000 Exemplare unter dem Künstlernamen Chris Robert umsetzten. Die dritte Single Wenn du mal einsam bist (basierend auf dem englischen Titel Rowbottom Square) wurde ohne besondere Promotion im März 1968 bereits 140.000 Mal verkauft. Während sich dieser Titel lediglich bis Rang 15 hocharbeiten konnte, erreichten die nächsten Produktionen immer bessere Notierungen.
Ab 1968 setzte Bertram verstärkt sein eigenes Hans Bertram-Orchester bei Musikproduktionen ein. Für Roy Black produzierte Bertram alleine im Jahre 1966 das Musikalbum Roy Black (Rang 2) und siebzehn Titel, darunter Leg Dein Herz in meine Hände (Juni 1966, Rang drei) und den Tophit Good Night my Love (Oktober 1966, Rang eins), den Bertrams Gattin Lilibert mitkomponiert hatte. Roy Blacks Erfolgswelle hielt an, denn die im Juni 1967 veröffentlichte Meine Liebe zu Dir, komponiert von Werner Twardy und Lilibert, erreichte ebenfalls den ersten Rang. Im Jahre 1967 wurden insgesamt 16 Titel für Black von Bertram produziert. Im Jahre 1968 entstanden unter der Produktionsregie von Hans Bertram 40 Titel, darunter alleine 31 wiederum für Roy Black, wovon die im Juli 1968 erschienene Ich denk an Dich mit einem dritten Rang am besten abschnitt. Mit 38 von Bertram produzierten Titeln wurde im Jahre 1969 fast das Vorjahresniveau erreicht. Darunter befanden sich 28 Titel für Roy Black, insbesondere die Tophits Das Mädchen Carina (Mai 1969) und der Millionenseller Dein schönstes Geschenk (November 1969) sowie Die Maschen der Mädchen (Dezember 1969, Rang 8) für Chris Roberts.

### Die 1970er Jahre
Dessen bislang erfolgreichster Hit kam im November 1970 mit Ich bin verliebt in die Liebe, der es bis auf den dritten Rang schaffte. In jenem Jahr waren von 33 Bertram-Produktionen 16 für Roy Black und 14 für Chris Roberts entstanden. Am 26. Mai 1970 wurde für Blacks Dein schönstes Geschenk die Goldene Schallplatte verliehen. Bei insgesamt 56 Titeln fungierte Hans Bertram im Jahre 1971 als Produzent, darunter befanden sich 24 Songs für Roy Black, 19 für Chris Roberts und 5 für die Fischer-Chöre, deren erste LP im Jahre 1971 erschien und deren musikalische Begleitung fortan vom Bertram-Orchester stammte. Erfolgreichster Titel hierunter war der Millionenseller Schön ist es auf der Welt zu sein (Roy Black & Anita), der im Juli 1971 erschienen war, bis Rang zwei vordrang und 1,2 Millionen Exemplare verkaufte (Goldene am 14. April 1972). Im Hinblick auf die Anzahl von Produktionen war das Jahr 1972 das absolut produktivste für Bertram. Mit 61 Produktionen erreichte er den Zenit seiner Schaffenskraft. Mit 23 Titeln für Roberts schrieb er erstmals mehr Songs als für Roy Black (14). Black konnte in jenem Jahr nicht die Top 10 erreichen, Roberts landete im März 1972 immerhin mit Hab Sonne im Herzen eine Nummer neun. Ab 1973 nahm die Produktionstätigkeit von Hans Bertram merklich ab, denn es entstanden in jenem Jahr lediglich noch 34 Titel unter seiner Regie, darunter 15 für Roberts, 9 für Black. Dieser hatte nunmehr seit 1972 keinen Top-10-Hit mehr verbuchen können und trennte sich von Bertram am 4. September 1975. Roy Blacks Titel sprachen insbesondere das kaufkräftige erwachsene Publikum an. Buchautor Arno Löb bietet einen Erklärungsversuch für den gegen den Musiktrend gerichteten Erfolg. Danach waren die Anfangserfolge von Roy Black insbesondere auf Elisabeth Bertram zurückzuführen. Diese hatte immer noch gute Kontakte zu Radio Luxemburg, konnte so Einfluss auf das Programm nehmen und ließ die Platten ihres Mannes bevorzugt spielen.
Bertram entdeckte im Jahre 1974 Tony Holiday, der jedoch bis zum September 1977 auf seinen Durchbruch warten musste, als Tanze Samba mit mir zum Tophit wurde. Ab 1974 reduzierte Bertram seine beruflichen Aktivitäten deutlich. Während im Jahre 1974 lediglich noch 20 Produktionen eingepegelt wurden, waren es 1975 nur noch 16 und 1976 lediglich vier. Danach zog sich Hans Bertram aus dem Produktionsgeschäft zurück.